# Dnipropetrovsk Challenger 2007
Il Dnipropetrovsk Challenger 2007, noto anche come PEOPLEnet Cup per motivi di sponsorizzazione, è stato un torneo di tennis facente parte della categoria ATP Challenger Series nell'ambito dell'ATP Challenger Series 2007. Il torneo si è giocato a Dnepropetrovsk in Ucraina dal 12 al 18 novembre 2007 su campi in cemento indoor.

## Vincitori

### Singolare
Miša Zverev ha battuto in finale  Dmitrij Tursunov con il punteggio di 6–4, 6–4

### Doppio
Christopher Kas /  Lovro Zovko hanno battuto in finale  Rohan Bopanna /  Chris Haggard con il punteggio di 7–6(5), 6–2